# جام وارن
جام وارن (انگلیسی: Warren Cup) یک فنجان نقره‌ای آشامیدنی است که با تصویر نقش‌برجسته همجنس‌گرایی در روم باستان تزئین شده، در سال ۱۹۹۹ موزهٔ بریتانیا با پرداخت مبلغ ۱/۸ میلیون پوند این جام را خریداری کرد که در آن زمان گران‌قیمت‌ترین شئی خریداری شده توسط موزه بود، جام وارن مربوط به دودمان ژولیو کلودین از قرن یکم میلادی است هر چند در مورد صحت انتساب آن تردید و شبهات چندی وجود دارد.
فنجان پس از اولین مالک مدرن آن یعنی ادوارد پری وارن، بدین نام شهره گشت، این جام قابل توجه‌ترین اثر در مجموعهٔ وی بود، او همچنین آثار مشهور دیگری را هم در مجموعهٔ شخصی خودش داشت از جمله تندیس بوسه (مجسمه رودن) اثر آگوست رودن و همین‌طور تابلوی مشهور لوکاس کراناخ پسر موسوم به آدم و حوا

## نگارخانه

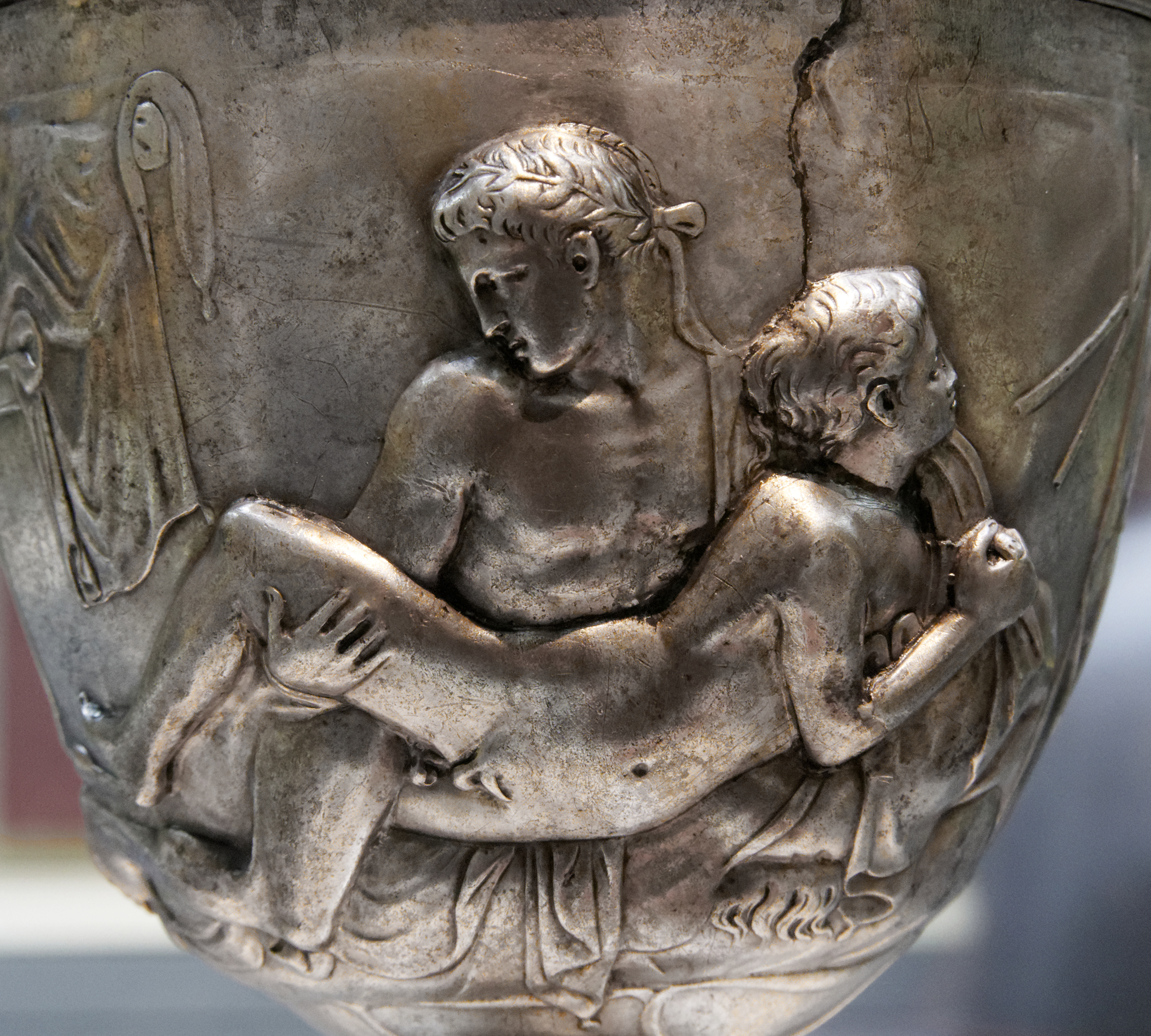
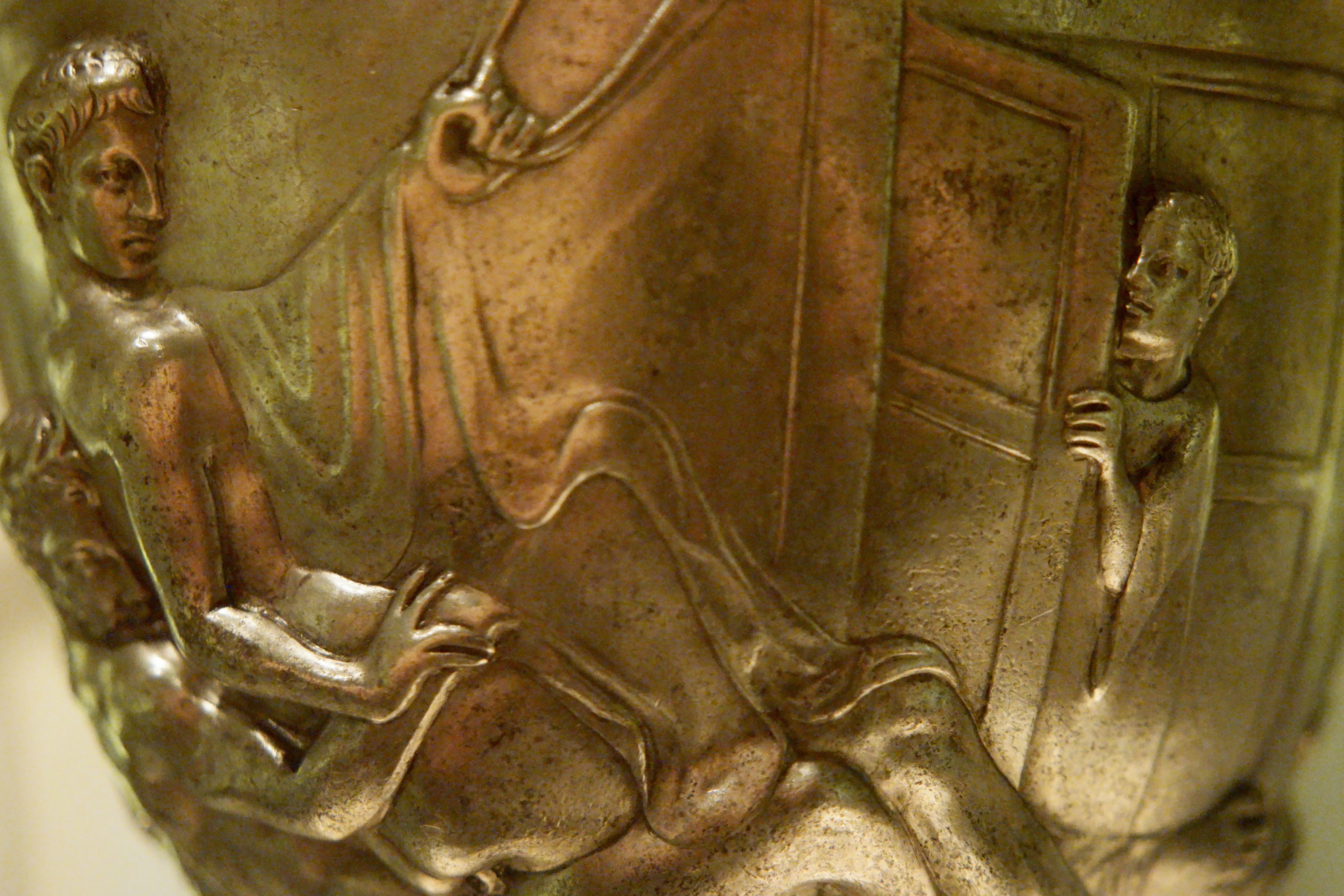
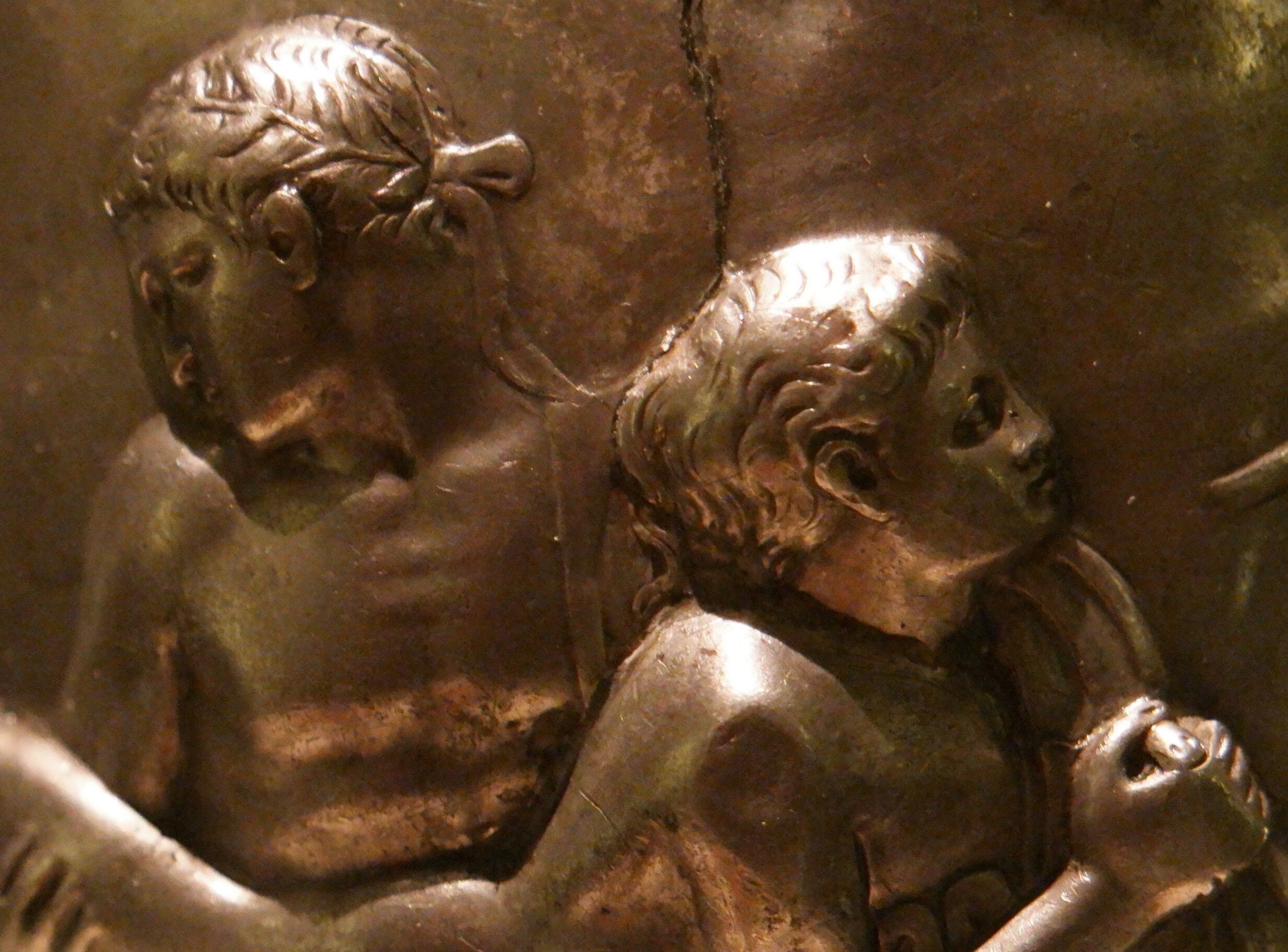
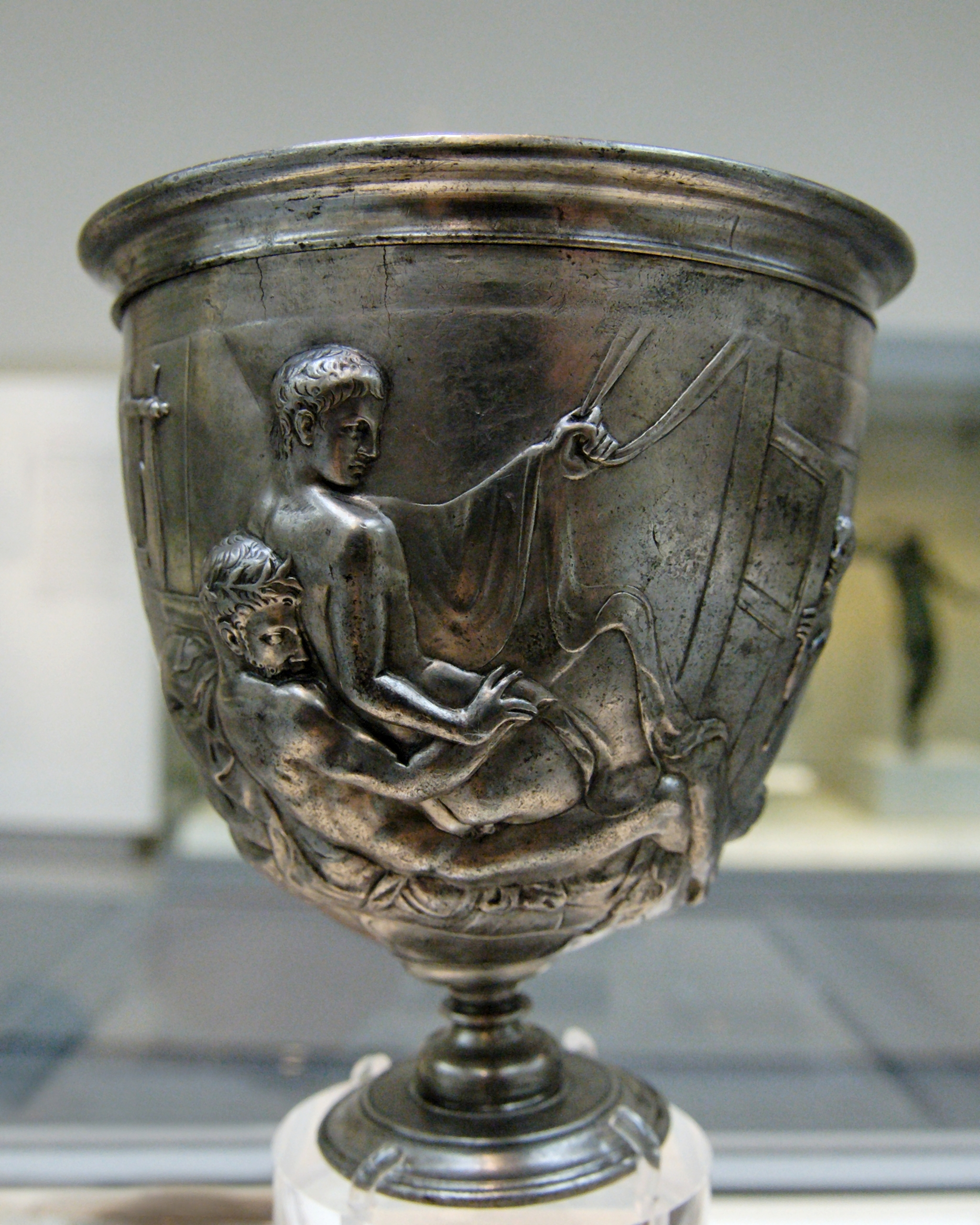